# Манастир Мрзеница
Манастир Мрзеница припада Епархији крушевачкој Српске православне цркве. Налази се у истоименом селу, на територији општине Ћићевац.
Екатерина Станојевић била је игуманија манастира од 1975. до 2011. године.

## Историја
Првобитна црква на овом месту изграђена је у 14. веку, пре Косовског боја. Предање за ктитора сматра кнеза Лазара или неку високу личност са његовог двора. Манастир су настањивали углавном калуђери са Свете Горе. Тај првобитни храм био је посвећен Светом цару Константину и царици Јелени. Данашња црква изграђена је 1932. године.
Зидине старе порушене светиње открио је 1929. године сељак Чеда Стојановић из села Текије, након што је три пута уснио пророчки сан. Али он није испунио завет, завршио градњу, јер је у међувремену умро. Манастирску цркву су подигли бројни богомољци, пре свега они из Крушевачког краја и Београда. Нова црква посвећена Покрову Пресвете Богородице, подигнута заслугом монахиње Теофилије, добротворке Милице Јовановић и побожног народа освећена је на Павловдан 1931. године. Чин освећења нове цркве, код истоименог села од 300 становника, обавио је владика нишки Доситеј. Са отварањем женског манастира по решењу од 5. септембра 1930. године, имао је исти само хектар земље около цркве, остатак су докупили својим прилозима богомољци.
Године 1933. у манастиру су живели стари калуђер Рус избеглица, Јован Калушин и пет монахиња на челу са игуманијом Теофилијом, у две кућице око цркве. Те године су замонашене две двогодишње искушенице, слепа млада учитељица (наставница из Дома за слепе у Земуну) Олга Панић (родом из Загреба) и средовечна Милева Петровић (родом из Бијељине). Млађа калуђерица (са 29 година) названа је приликом монашења - Татјана, а старија (са 50 година) Ксенија. Манастир се налазио на лепом месту у једном долу, а био је намењен поред уточишта за слепе и хроме девојке, и за "грудоболни" (плућни) санаторијум.
Данашња црква није живописана. Иконе, постављене у два реда на иконостасу, сликане су неокласицистичком стилу. На царским дверима постоји запис Н.Ј.1932. У олтару храма чувају се два стара четворојеванђеља, окована и позлаћена. Једно од њих тешко је преко 20 килограма. Не постоје сачувани вредни предмети који би се везивали за некадашњу цркву.
Уз бок цркве, на јужној страни налази се уређено одвојено гробље за монахе и монахиње.
Крај манастира се налази капела Св. Петра и Павла у којој извире вода у народу веома цењена по својој исцелитељској моћи. Капелу уз два лековита извора (мушки и женски) је о свом трошку подигла велика добротворка из Београда, Даница - Сара Јанковић.

## Легенда о имену Мрзеница
Милош Обилић је најпре био миљеник на двору кнеза Лазара, али је пред Косовску битку био осумњичен за издају и омрзнут. У жељи да га искуша, кнез Лазар му је наложио да пође у Влашку и од племића сакупи што више злата за набавку оружја, што се сматрало немогућим подухватом. Милош је ипак пошао на пут. Али је и био довољно мудар да постигне да га влашки племићи заволе и дају му и више него што је тражио.
У повратку ка царском Крушевцу, Милош је стигао у предео данашње Мрзенице и одлучио да се ту одмори, а гласнике је послао кнезу Лазару, да му овај изађе у сусрет. Српски кнез се веома обрадовао и када су се срели, раширио је руке и радосно узвикнуо: „Где си мој мрзане?”. Тако је, наводно, и место добило данашње име.
У близини Мрзенице, на планини Мојсиње постоји више запустелих храмова из разних периода, па и средњовековних. Неки су сачувани у целини, док је већина у рушевинама. Већина ових цркава заслужује посебну пажњу и свакако ће у будућности бити предмет обимних истраживања.